# Operation Entebbe
Die Operation Entebbe, Operation Thunderbolt oder Operation Yonatan (Mivtsa Yonatan) war eine militärische Befreiungsaktion in der Nacht zum 4. Juli 1976 auf dem Flughafen von Entebbe in Uganda, mit der israelische Sicherheitskräfte die einwöchige Entführung eines Passagierflugzeugs der Air France durch palästinensische und deutsche Terroristen beendeten.

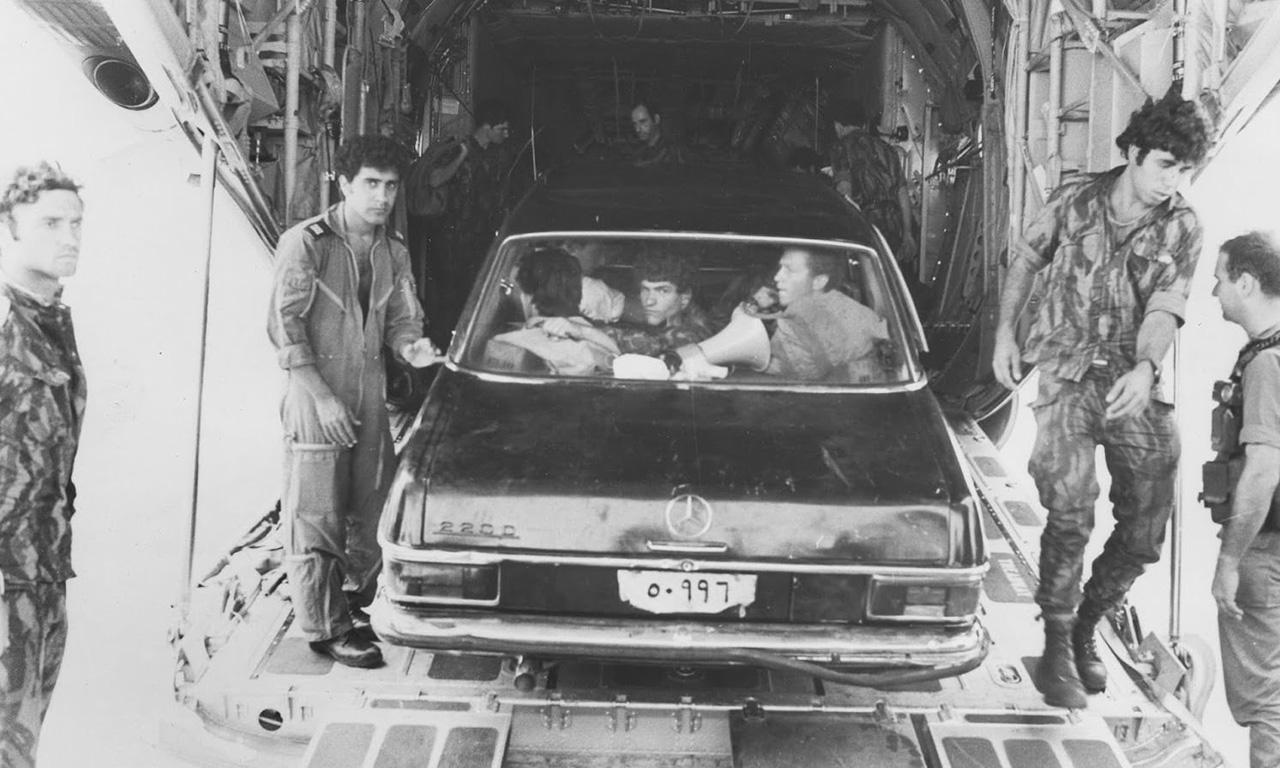
Israelische Kommandos nach der Operation beim Entladen des Mercedes-Benz /8 220 Diesel

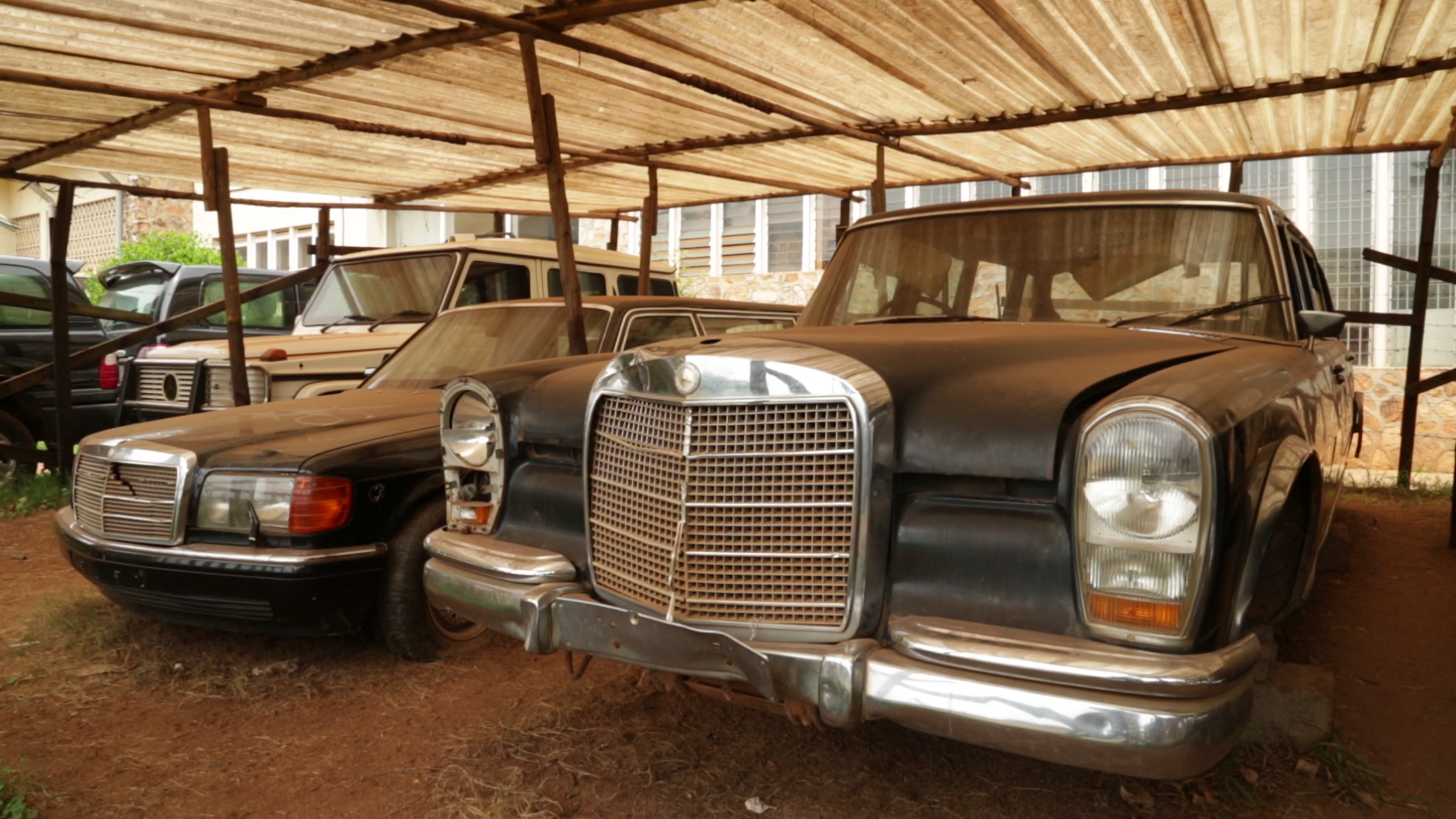
Der Mercedes-Benz 600 von Idi Amin

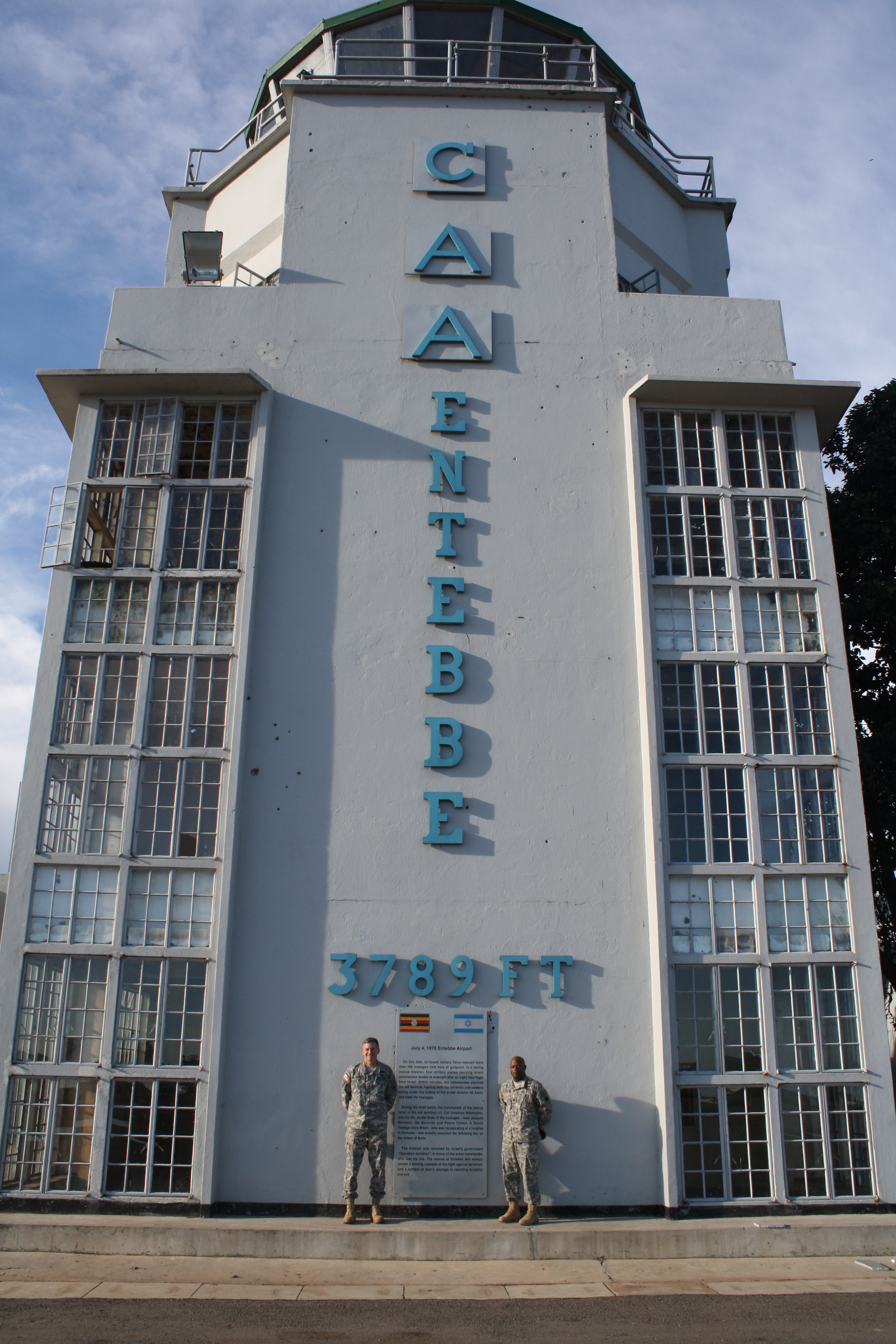
Das Terminal des Flughafens Entebbe mit einer Gedenktafel (2009)

Die israelischen Elitesoldaten wurden unerkannt nach Entebbe eingeflogen, wo sie sich insgesamt nur 90 Minuten aufhielten. 102 überwiegend israelische Geiseln, einschließlich der Air-France-Besatzung, wurden schließlich mit einem Zwischenstopp in Kenia nach Israel ausgeflogen. Bei der Befreiungsaktion wurden alle sieben anwesenden Geiselnehmer getötet. Drei der zuletzt noch 105 Geiseln, etwa 20 ugandische Soldaten sowie der Oberstleutnant Jonathan Netanjahu der israelischen Einsatzkräfte kamen bei Feuergefechten ums Leben. Die in einem Krankenhaus der nahen Hauptstadt Kampala verbliebene Geisel Dora Bloch wurde später von ugandischen Offiziellen entführt und ermordet.
Als Vergeltung für die Unterstützung Kenias für die israelische Befreiungsaktion ließ der Diktator Idi Amin mehrere hundert in Uganda lebende Kenianer ermorden. Die ugandischen Behörden hatten die Terroristen unterstützt, Amin begrüßte sie nach ihrem Eintreffen persönlich. Von den 253 Passagieren wurden alle 77 israelischen sowie fünf weitere Geiseln von den Terroristen ausgesondert, während die übrigen bis auf zehn junge Franzosen freigelassen wurden.
Zu einer breiteren Debatte über das Verhältnis der Linken zu Antizionismus, Antisemitismus und den linksgerichteten Terrororganisationen RAF und Revolutionäre Zellen kam es in Deutschland erst deutlich später. Die Aktion hatte Debatten im UN-Sicherheitsrat zur Folge und warf völkerrechtliche Fragen auf.

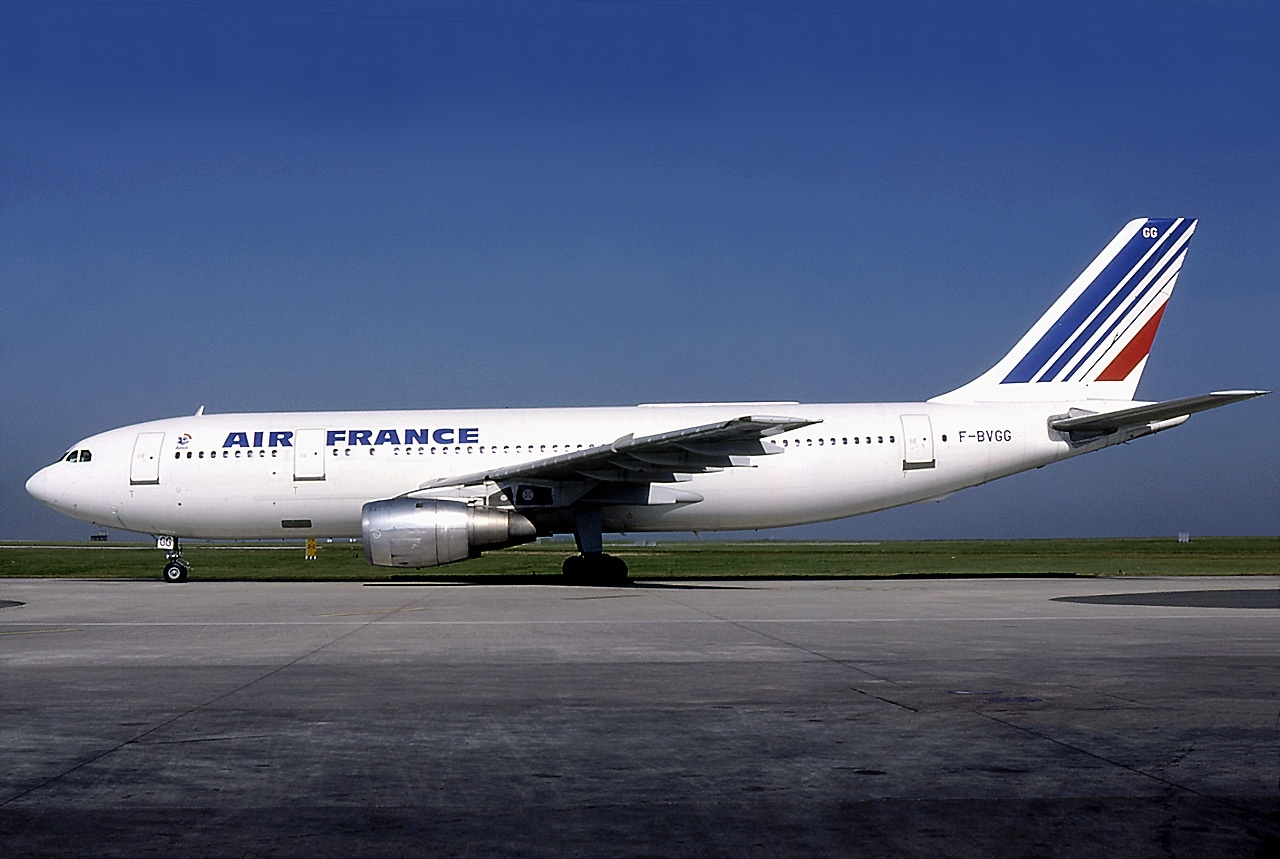
Der entführte Airbus A300 der Air France im Jahr 1980

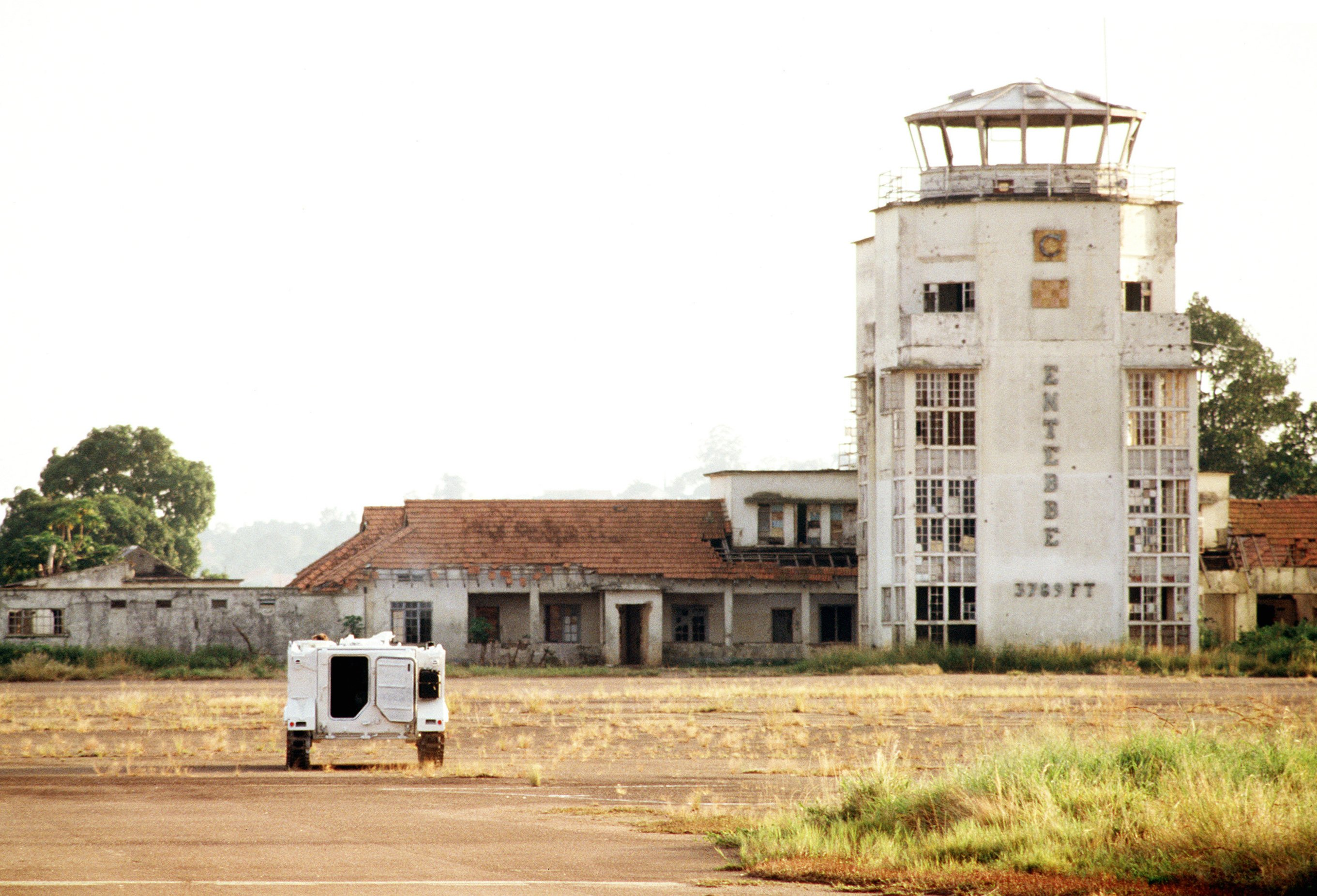
Altes Terminal des Flughafens Entebbe (1994)

## Flugzeugentführung

### Vorgeschichte
Von 1968 an hatte sich innerhalb der militanten Palästinensergruppe Volksfront zur Befreiung Palästinas die Entführung von Passagierflugzeugen als neue terroristische Operationsform durchgesetzt, die zugleich innerhalb der Palästinenserbewegung umstritten war. Insbesondere die seit 1972 unabhängig agierende Abspaltung Volksfront zur Befreiung Palästinas – Auswärtige Operationen (Popular Front for the Liberation of Palestine – External Operations, PFLP-EO) setzte aber verstärkt auf dieses Mittel. Zwischen 1968 und 1977 wurde die PFLP–EO von dem für zahlreiche Flugzeugentführungen verantwortlichen Wadi Haddad angeführt.
Die Mitte 1972 gegründete deutsche Terrorgruppe Revolutionäre Zellen (RZ) erwog schon früh Flugzeugentführungen nach palästinensischem Vorbild als Mittel zur Befreiung der restlos in Gefangenschaft befindlichen Führungsebene aus der ersten Generation der Rote Armee Fraktion. Spätestens von 1974 an bestanden enge Verbindungen zwischen RZ und PFLP-EO, wie sich aus der zunehmenden Verwendung palästinensischer Namen für die Terroraktionen der RZ ablesen lässt. Parallel warben die RZ in der linksterroristischen Szene der Bundesrepublik für Flugzeugentführungen, stießen dabei aber auf wenig Unterstützung. Spätestens Anfang 1976 waren die RZ-Terroristen Wilfried Böse und Brigitte Kuhlmann in die Hierarchie der PFLP-EO eingebunden. Unmittelbarer Auslöser für die Flugzeugentführung von Entebbe war ein gescheiterter Anschlag auf ein El-Al-Flugzeug am 25. Januar 1976. Dabei nahm der israelische Geheimdienst ein fünfköpfiges palästinensisch-deutsches Kommando fest. Daraufhin begannen PFLP-EO und RZ die Vorbereitung einer weiteren Flugzeugentführung.

### Umsetzung
Am Vormittag des 27. Juni 1976 wurde der Flug 139 der Air France, der von Tel Aviv über Athen nach Paris führen sollte, kurz nach dem Start in Athen entführt. Noch in der Luft wurden die Ausgänge des Flugzeugs mit Sprengsätzen versehen und Ausweisdokumente der Passagiere eingesammelt. Die Trennung von israelischen und anderen Passagieren begann ebenfalls während des ersten Flugabschnitts. Die mit 12 Personen Besatzung und 258 Fluggästen besetzte Maschine vom Typ Airbus A300 wurde zum Flughafen Bengasi in Libyen umgeleitet, wo sie nach drei Stunden Flugzeit ankam und sich mehr als sechs Stunden aufhielt. Eine Passagierin fügte sich selbst eine blutende Unterleibsverletzung zu und gab akute Schwangerschaftskomplikationen vor, woraufhin die Luftpiraten sie als einzige Geisel in Bengasi freiließen. Das Flugzeug wurde aufgetankt und startete, ohne dass der Pilot über das Flugziel informiert wurde. Der lange Aufenthalt in Bengasi hing offenbar mit Kommunikationsproblemen zwischen den Entführern und dem PFLP–EO–Kommandeur Wadi Haddad zusammen. Nach fünfstündigem Flug und einer abgelehnten Landeanfrage im sudanesischen Khartum landete es schließlich am Morgen des 28. Juni auf dem Flughafen Entebbe in der Nähe von Kampala, der Hauptstadt Ugandas.
Die Entführer waren zwei Terroristen der PFLP-EO sowie Wilfried Böse und Brigitte Kuhlmann, zwei Gründungsmitglieder der Revolutionären Zellen. Sie nannten ihre Einheit zu Ehren des im Gefecht mit israelischen Soldaten getöteten PFLP-Kämpfers Mohammad al-Aswad (1946–1973) „Kommando Guevara (von) Gaza“. Das Quartett, das gemeinsam mit weiteren Passagieren in Athen zugestiegen war, war mit im Bordgepäck mitgeführten Schusswaffen, Handgranaten und Sprengstoff bewaffnet. Anführer des Kommandos war Böse, der sich den Passagieren vom Cockpit aus unter dem Decknamen „Basil al-Kubaisy“ (nach einem 1973 ermordeten Führungsmitglied der PFLP) als neuer Kapitän des Flugzeugs vorstellte, das nun in Haifa umbenannt wurde. Die 1948 Teil Israels gewordene Küstenstadt war nach Aussage einer israelischen Geisel Geburtsort eines der beiden palästinensischen Entführer und Heimat Haddads. Am Flughafen Entebbe schlossen sich den vier Entführern weitere bewaffnete Kämpfer der PFLP-EO an. Fais Dschaber – bereits seit PFLP-Gründung enger Vertrauter Haddads – übernahm von Böse die Befehlsgewalt.
Inwieweit der 1971 mit israelischer Hilfe an die Macht gelangte Idi Amin, der sich 1972 zum scharfen Kritiker Israels gewandelt hatte, nicht bloß als spontan eingetretener Vermittler, sondern als eingeweihter Unterstützer der Geiselnehmer agierte, ist umstritten. Israel warf Amin später vor, vor dem Eintreffen der Air-France-Maschine seien auf seine Veranlassung fünf Terroristen mit seinem persönlichen Flugzeug zur Verstärkung nach Entebbe geflogen worden. Amin selbst gab an, nicht vorab über die Geiselnahme informiert gewesen zu sein und die Landegenehmigung aus humanitären Gründen angesichts eines wegen Treibstoffmangels andernfalls drohenden Absturzes erteilt zu haben. Eine von Journalisten der Zeitung Le Monde erstellte Auswertung von Akten der französischen Botschaft in Uganda, die 2016 nach vierzigjähriger Sperrfrist freigegeben wurden, stützt diese Position. Andererseits deuteten mehrere Geiseln die Tatsache, dass die Terroristen sich in Anwesenheit zahlreicher ugandischer Soldaten auf dem Flughafengelände zahlenmäßig verstärken, mit zusätzlichen Waffen versorgen und ungehindert bewegen konnten, als Anzeichen für eine vorherige Absprache.
Das Flugzeug wurde in den älteren Teil des Flughafens dirigiert und von ugandischen Truppen umstellt. Zugleich rief die ugandische Armee auf Befehl Idi Amins den örtlichen Vertreter der Palästinensischen Befreiungsorganisation hinzu, der kurz darauf im Kontrollturm des Flughafens anwesend war und im Verlauf des Morgens mit den Entführern sprach, von diesen aber nicht als Verhandlungspartner akzeptiert wurde. Im Verlauf des Vormittags erreichten die Ugander und der inzwischen persönlich eingetroffene Idi Amin schließlich, dass die Insassen aus dem aufgeheizten Flugzeug in die alte Transithalle des Terminals wechseln konnten. Dort stießen kurz darauf drei weitere Palästinenser zu den Entführern, was diesen ermöglichte, sich bei der Bewachung der Geiseln abzuwechseln und in Schichten zu schlafen.
Mit der Flugzeugentführung sollte die Freilassung von insgesamt 53 Inhaftierten aus Gefängnissen in Israel, Frankreich, der Bundesrepublik Deutschland und der Schweiz erpresst werden. Darunter waren Mitglieder der Rote Armee Fraktion, der Bewegung 2. Juni sowie Kōzō Okamoto von der Japanischen Roten Armee. Aus Sicht der Revolutionären Zellen war das strategische Ziel, den Kampf verschiedener internationaler Stadtguerillagruppen auf eine internationale Ebene zu heben, nachdem jeweils nationale Aktionen nicht die erhoffte Befreiung von Gesinnungsgenossen erreicht hatten. Außerdem forderten die Entführer fünf Millionen US-Dollar von der französischen Regierung für die Rückgabe des Flugzeuges.

### Trennung der jüdischen von den nichtjüdischen Geiseln

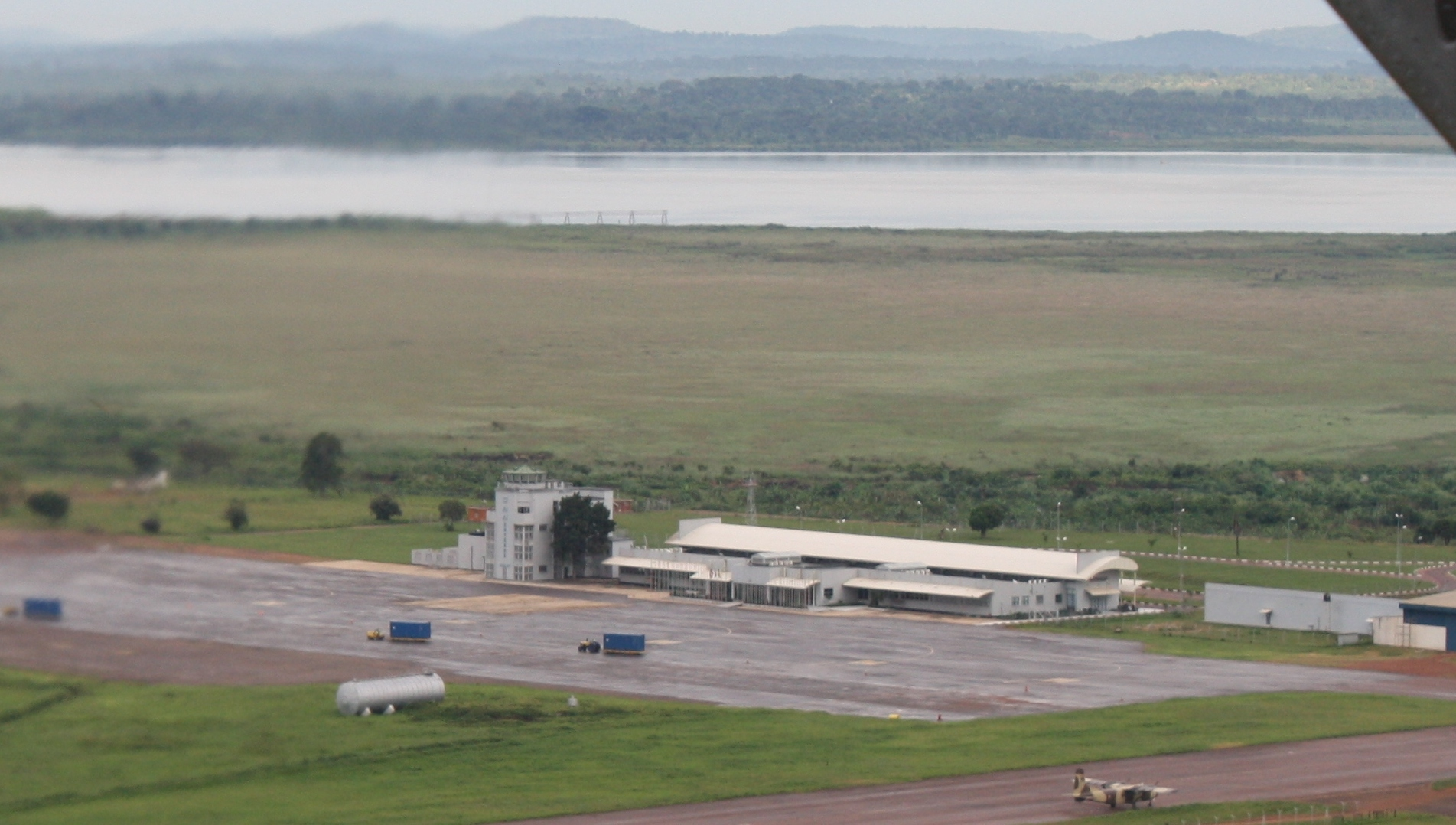
Luftbild des Terminals

In der Transithalle „selektierten“ die Terroristen die jüdischen Passagiere von den anderen. Neben den israelischen Staatsbürgern waren dies 22 Franzosen, ein Staatenloser sowie das amerikanische Ehepaar Karfunkel, ungarisch-jüdischer Herkunft. Die übrigen Geiseln wurden freigelassen. Die verbliebenen Geiseln ohne israelischen Pass wurden aufgrund ihrer vermeintlich jüdischen Namen oder anderer Indizien – teilweise fälschlich – als Juden identifiziert. Diese Selektion wurde von den deutschen Terroristen Böse und Kuhlmann übernommen. Als ein Holocaustüberlebender Böse dabei seine eintätowierte Häftlingsnummer zeigte und ihn so an die Selektion in den Konzentrationslagern erinnerte, erwiderte Böse auf den darin implizierten Vorwurf, er sei kein Nazi, sondern Idealist.
Aufgrund der Ankündigung der Entführer, dass die Flugzeugbesatzung und zunächst 47 der nicht-israelischen Passagiere freikommen würden und in ein anderes Air-France-Flugzeug umsteigen dürften, flog ein solches nach Entebbe. Michel Bacos, der entführte Flugkapitän des Flugs 139, besprach sich zunächst mit den 11 Mitgliedern seiner Besatzung und verkündete Böse anschließend, dass alle Passagiere seiner Verantwortung unterlägen, weshalb die Besatzung und er keine Passagiere zurücklassen könnten, sondern bei ihnen bleiben müssten, was Böse akzeptierte. Später wurde Bacos vom französischen Staatspräsidenten der Orden der Ehrenlegion verliehen, und er erhielt Ehrungen des Staates Israel und verschiedener jüdischer Organisationen. Die anderen Mitglieder der Flugzeugbesatzung wurden ebenfalls ausgezeichnet. Eine französische Nonne weigerte sich ebenfalls zu gehen und wollte den Platz einer jüdischen Geisel übernehmen, wurde aber von ugandischen Soldaten in das wartende Air-France-Flugzeug gezwungen.

### Weiterer Verlauf der Entführung
Am 30. Juni erfüllte die ugandische Seite die Forderung der Entführer, den somalischen Botschafter in Uganda als deren Sprecher anzuerkennen. An diesem Tag traf auch Wadi Haddad aus Somalia  kommend in Entebbe ein. Für die Ugander führte Idi Amin die Verhandlungen. Die Terroristen drohten zunächst für den 30. Juni, dann für den 1. Juli, 12 Uhr, und schließlich für den 4. Juli, 11 Uhr, die Sprengung des Flugzeugs an, wenn ihre Forderungen nicht erfüllt würden.

## Befreiungsaktion des israelischen Militärs

### Vorbereitungen
In Israel und vor Ort sowie in Paris bei den freigelassenen Geiseln sammelten das israelische Militär und der Mossad mehrere Tage lang Informationen. Der Flughafen Entebbe war wenige Jahre zuvor von einer israelischen Firma erweitert worden, weshalb Pläne der Anlage verfügbar waren. Die freigelassenen Geiseln wurden intensiv befragt. Als wertvollste Quelle erwies sich ein französisch-jüdischer ehemaliger Armeeoffizier, der sich an wesentliche Details der Gebäude, der Entführer, ihrer Bewaffnung und ihrer Kooperation mit den ugandischen Streitkräften erinnerte. Ein weiterer wichtiger Informant war der seit dem 30. Juni in Entebbe anwesende deutsche Spezialpolizist Ulrich Wegener, der mit freigelassenen deutschen Geiseln sprach und mit der Arbeit israelischer Antiterroreinheiten vertraut war. Er gab Erkenntnisse aus seiner Arbeit an die israelische Seite weiter.
Die Israelis entwarfen Pläne für ein Eingreifen und bauten Teile der Halle nach. Schließlich flogen am 4. Juli vier israelische Hercules-Transportflugzeuge, in Begleitung von Phantom-Jets der israelischen Luftstreitkräfte  im Tiefflug nach Entebbe und landeten nachts auf dem Flughafen. Ihnen folgten zwei Boeing 707, eine als Einsatzzentrale, die andere mit medizinischen Einrichtungen, die zum Flughafen von Nairobi in Kenia flogen.
Die Einsatztruppe von insgesamt etwa hundert Mann bestand aus einer Stabseinheit unter Leitung von Brigadegeneral Dan Schomron und zugehörigen Kommunikations- und Unterstützungstruppen, einer Eingreiftruppe von 29 Mann unter Leitung von Oberstleutnant Yonatan Netanyahu, darunter Soldaten der Sajeret Matkal in verschiedenen Gruppen unter Major Moshe Betser und Matan Vilnai sowie einer Verstärkungstruppe, die für die Sicherung der Umgebung, die Zerstörung der MiG-Jäger der ugandischen Luftwaffe, die Sicherung der Übernahme der Geiseln und die Betankung der Flugzeuge zuständig war.

### Ablauf der Aktion

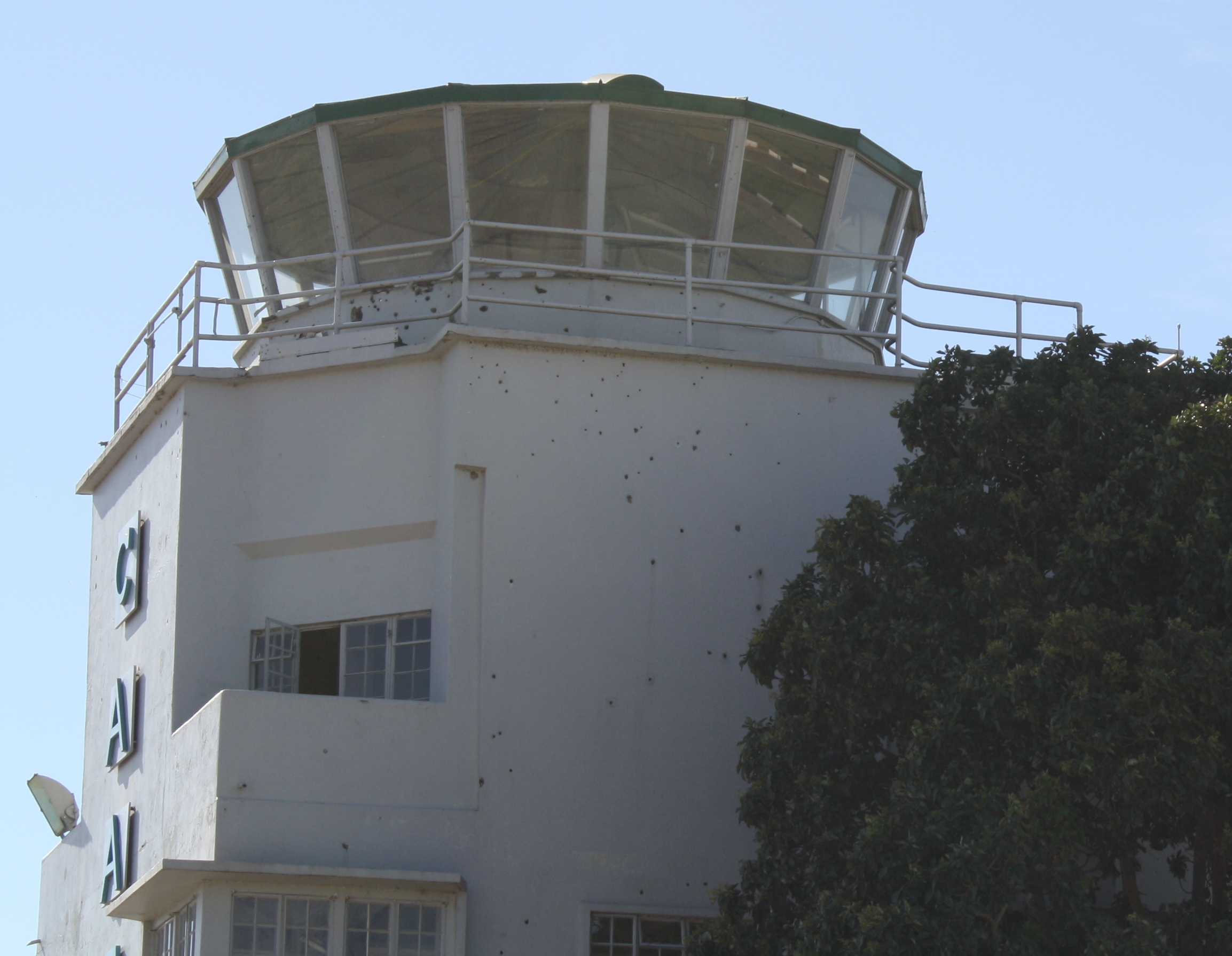
Tower mit Einschusslöchern (2009)

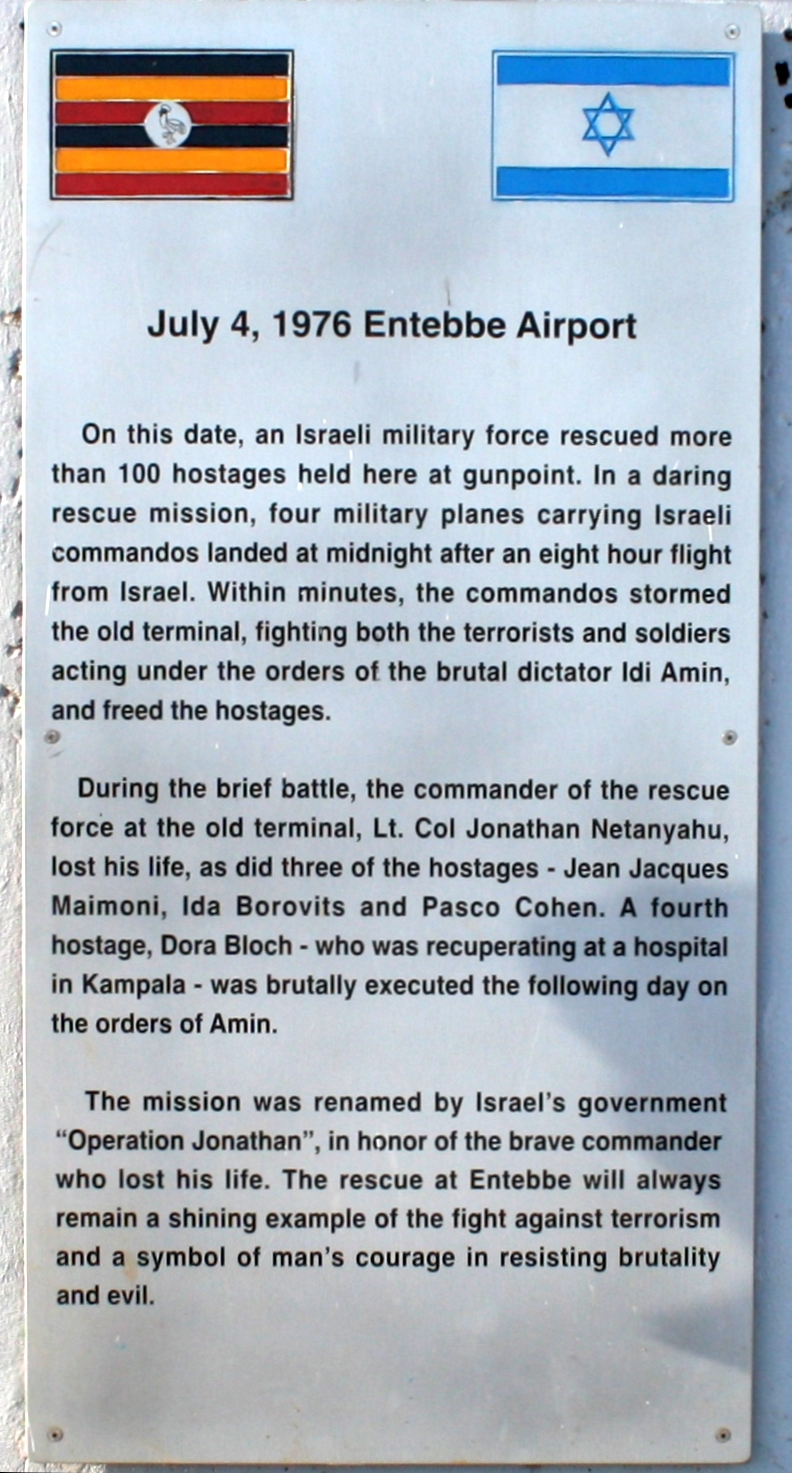
Gedenktafel (2009)

Das erste Flugzeug identifizierte sich über Funk als eine Linienmaschine, die auf dem Flughafen tatsächlich wenig später erwartet wurde; so konnte es zunächst unerkannt landen und in einen entlegenen Teil des Flugfeldes rollen. Die Lufthansa hatte einen planmäßigen Flug gestrichen, weswegen die ugandische Regierung der bundesdeutschen Botschaft in Kampala nach der Aktion Mitwisserschaft vorwarf.
Im Schutz der Dunkelheit wurden um 1 Uhr ein schwarzer Mercedes 220D und einige Landrover entladen. Man wollte damit die Landung eines hohen ugandischen Offiziellen oder Amins selbst vortäuschen. Das israelische Kommando fuhr, eine Wagenkolonne Amins mit Mercedes 600 Staatskarosse imitierend, direkt zum Hauptgebäude. Auf dieser Fahrt wurden zwei ugandische Wachsoldaten erschossen, die die Fahrzeuge anhalten wollten. Ugandische Truppen eröffneten ihrerseits das Feuer auf die Israelis, die das Flughafengebäude stürmten, wobei Oberstleutnant Yonatan Netanyahu, ein Bruder des späteren israelischen Ministerpräsidenten Benjamin Netanjahu, erschossen wurde.
Aus weiteren – nur Minuten später gelandeten – Lastflugzeugen wurden gepanzerte Fahrzeuge ausgeladen, mit denen der Rückweg gesichert und die ugandischen Soldaten vor Ort bekämpft wurden. Die mit ugandischen Uniformen verkleidete Kommandoeinheit drang rasch in das Hauptgebäude ein, in dem die 105 Geiseln festgehalten wurden. Die israelischen Kämpfer erstürmten das Gebäude und schossen nach Befehl auf alle stehenden Personen. Die Kampfhandlungen dauerten weniger als eine Stunde; dabei starben alle sieben Geiselnehmer, drei Geiseln und mindestens zwanzig ugandische Soldaten. Über hundert Elitesoldaten der Sajeret Matkal und einige Mossad-Mitarbeiter waren an der Aktion beteiligt.
Da die Flugzeuge aufgetankt werden mussten, um Israel erreichen zu können, waren Pumpen an Bord, um die ugandischen Kerosintanks anzuzapfen. In Entebbe erhielten die Piloten die Nachricht, dass kenianische Behörden ihnen eine Zwischenlandung in Nairobi erlaubten und sie ihre Flugzeuge dort betanken konnten.
Die Israelis zerstörten elf auf dem Flugfeld geparkte ugandische MiG-21-Abfangjäger, rund ein Viertel der Luftstreitkräfte Ugandas. 
Dann starteten sie mit den 102 befreiten Geiseln und flogen nach der Zwischenlandung in Nairobi (wo einige Geiseln von israelischen Ärzten behandelt wurden) nach Israel zurück.

### Benennung
Die meist nach dem Ort des Geschehens benannte Militäraktion hat im Deutschen keinen einheitlichen Namen. In Israel trug die Aktion ursprünglich den Decknamen Donnerschlag (hebräisch כדור הרעם kadur hara'am, englisch wörtlich „Thunderball“, häufiger jedoch „Thunderbolt“), wurde nachträglich aber zu Ehren des dabei ums Leben gekommenen Kommandanten Yonatan Netanyahu offiziell in Operation Yonatan (מבצע יונתן, mivtsa yonatan) umbenannt.

## Folgen

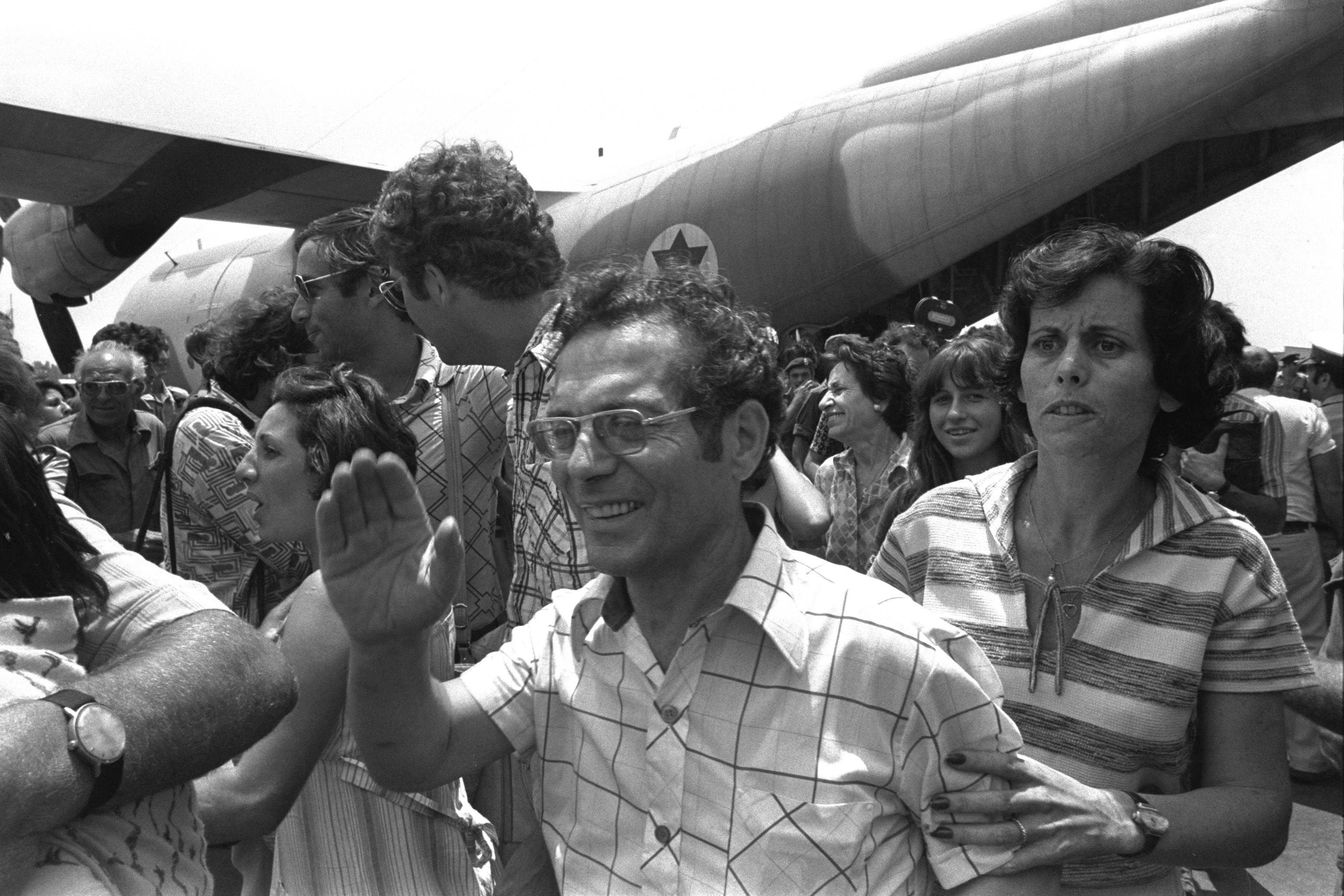
Rückkehr der befreiten Geiseln

Die israelische Geisel Dora Bloch befand sich zum Zeitpunkt der Geiselbefreiung in einem Krankenhaus in Kampala; daher konnte sie durch die Operation Entebbe nicht erfasst werden. Sie wurde am folgenden Tag auf Befehl Amins von ugandischen Offiziellen ermordet; ebenso Ärzte und Schwestern, die sich für sie einsetzten. Amin ließ auch mehrere Hundert in Uganda befindliche Kenianer umbringen, weil er vermutete, dass Kenia mit den Israelis kooperiert hatte.
Am 21. Juli 1976 verkündete Präsident Amin die Rückgabe des entführten Airbus; am nächsten Tag flog eine hierfür eingeflogene Besatzung von Air France ihn nach Paris. Der Rumpf des Airbus hatte elf Löcher von Geschossen, die bei dem Feuergefecht dort eingeschlagen waren. Seine Flugfähigkeit war dadurch nicht beeinträchtigt.

## Völkerrechtliche Fragen
Im UN-Sicherheitsrat verlangten die afroarabischen und sozialistischen Staaten eine Sondersitzung wegen der Verletzung der Souveränität Ugandas. Der UN-Generalsekretär Kurt Waldheim bezeichnete die Aktion als „ernste Verletzung der Souveränität eines Mitgliedsstaates“, begrüßte jedoch den Ausgang der Operation.
Die von einigen Staaten wie Tansania nie anerkannte Regierung Ugandas verstieß mit ihrer Unterstützung der Terroristen unter anderem gegen das Haager ICAO-Übereinkommen zur Bekämpfung der widerrechtlichen Inbesitznahme von Luftfahrzeugen und gegen die Mindestvorgaben des Umganges mit fremden Staatsangehörigen. Die meisten westlich orientierten Staaten mit Ausnahme Japans tolerierten die Aktion. Im UN-Sicherheitsrat gab es keine Mehrheit für eine ausdrückliche Verurteilung Israels. Botschafter Chaim Herzog verteidigte den Einsatz, auf den man mit Fug und Recht stolz sei, vor dem UN-Sicherheitsrat als Ausdruck der Werte, für die Israel stehe, für Menschenwürde, das Menschenleben wie für die menschliche Freiheit an sich.

We come with a simple message to the Council: we are proud of what we have done because we have demonstrated to the world that in a small country, in Israel’s circumstances, with which the members of this Council are by now all too familiar, the dignity of man, human life and human freedom constitute the highest values. We are proud not only because we have saved the lives of over a hundred innocent people—men, women and children—but because of the significance of our act for the cause of human freedom.

„Wir treten mit einer einfachen Botschaft an den Sicherheitsrat: Wir sind stolz auf das, was wir getan haben, weil wir der Welt gezeigt haben, dass in einem kleinen Land, in der Situation Israels, die den Mitgliedern dieses Rates nun allzu bekannt ist, die menschliche Würde, menschliches Leben und die Freiheit der Menschen höchste Werte darstellen. Wir sind nicht nur stolz, weil wir das Leben von über hundert Unschuldigen – Männern, Frauen und Kindern – gerettet haben, sondern aufgrund der Bedeutung unserer Tat für das Anliegen der Freiheit der Menschen.“

Der Jurist Ulrich Beyerlin (1944–2015) sah das Vorgehen der israelischen Streitkräfte mangels eines bewaffneten Angriffs Ugandas gegen Israel nicht vom Recht zur Selbstverteidigung im Kriegsfall gedeckt. Ähnlich wie nach der Caroline/McLeod-Affäre sowie der Operationen Dragon Rouge und Dragon Noir stellte sich bei der Operation Entebbe die Frage nach der Vereinbarkeit militärischer Schutzmaßnahmen eines Staates zugunsten seiner im Ausland angegriffenen Bürger mit dem Völkerrecht und anderen Rechtsansprüchen unterhalb der Schwelle eines Krieges.

## Rezeption und Wirkungsgeschichte
Bei vielen Westdeutschen führte die Aktion in Entebbe zu einer länger anhaltenden Israelbegeisterung. Dabei wurden auch Formulierungen wie Blitzkrieg verwendet, deren Bezug auf das deutsche Militär in Deutschland selbst tabu gewesen wäre und die deshalb später Anstoß erregten. Die uneingeschränkte und nachhaltige Unterstützung auf Regierungsebene trug zu einer deutlichen Verbesserung und Festigung der regierungsamtlichen Beziehungen zwischen der Bundesrepublik Deutschland und Israel bei, während sich die israelischen Beziehungen zur DDR weiter verschlechterten.
Westdeutsche Kommentatoren betonten 1976 den erheblichen Druck, unter dem die bundesdeutschen Behörden angesichts der Verantwortung für die von deutschen Terroristen bedrohten jüdischen Geiseln gestanden hätten. Es wurde spekuliert, inwieweit die Bundesrepublik ohne das israelische Eingreifen das Freipressen der deutschen Häftlinge ohne erheblichen Gesichtsverlust hätte vermeiden können.
Die Zeit sprach von einem „kaum wiederholbaren Glücksfall“ für die Bundesrepublik:

„Die Bundesregierung kam dabei ebenso glücklich aus dem Schneider. Ihre nachträglich publizierte Willenserklärung, sie werde keinen hierzulande inhaftierten Terroristen im Austausch gegen israelische Geiseln freilassen, ließ sich allein unter der Prämisse des Erfolges der Befreiungsaktion halten. Was hätten wir denn getan, was hätten wir tun sollen, wenn Israel genötigt gewesen wäre, vierzig inhaftierte Palästinenser freizugeben, um seine Geiseln zu retten? Hätten wir auf Kosten des Lebens der Juden, die zuvor ein deutscher Terrorist von anderen mit vorgehaltener Pistole selektierte, einen Austausch à la Peter Lorenz verweigert, nur um fünf in deutschen Gefängnissen einsitzende Baader-Meinhof-Leute nicht hergeben zu müssen? Wir hätten das schwerlich ausgehalten.“

Eine rein „strategische“ Erklärung bot dagegen der Spiegel an:

„Geschickt zogen die Entführer das besondere Verhältnis, das Deutsche und Juden miteinander verbindet, in ihr Kalkül. Sie demonstrierten, nachdem sie einmal die Aufmerksamkeit der Welt auf ihre Aktion gerichtet sahen, Großzügigkeit und ließen die Mehrzahl der Geiseln frei. Durch Deeskalation hofften sie, auch die Gegenseite zu Kompromissen bewegen zu können. Zugleich aber hielten sie sämtliche jüdischen Passagiere zurück. Und sie kalkulierten offenbar genau ein, dass Bonn auf ihr Verlangen nach Freilassung von sechs westdeutschen Häftlingen eingehen müsste. Denn weder innenpolitisch noch vor der Weltöffentlichkeit könnten es sich gerade die Deutschen mit ihrer Vergangenheit leisten, wieder Mitverantwortung für Mord an Juden zu tragen.“

Demgegenüber hatte 1972 die Bundesrepublik die Terroristen, welche die Geiselnahme von München überlebt hatten, gegen erhebliche israelische Proteste nach einer Flugzeugentführung kurzerhand von Deutschland nach Tripolis ausgeflogen. 1977 war die Bundesregierung willens und fähig, eine gewaltsame Lösung des Geiseldramas in Mogadischu herbeizuführen, und nicht mehr bereit, abgeurteilte Häftlinge durch eine Geiselnahme freipressen zu lassen. Dazu hatte die Erfahrung aus der Operation Entebbe beigetragen, die nach eigenen Aussagen der damalige BGS-Beamte Ulrich Wegener, der erste Kommandeur der GSG 9, administrativ unterstützt hatte.

### Wiedergabe in den Medien
Die Ereignisse in Entebbe wurden unmittelbar in Literatur und Film aufgegriffen. Bereits acht Tage nach Befreiung der Geiseln veröffentlichte der israelische Verlag Keter-Press mit Operation Uganda von Uri Dan das erste Buch mit einer Auflage von 5.000 Stück. Ebenfalls noch im Juli 1976 erschien im amerikanischen Verlag Bantam Books das Buch 90 Minuten in Entebbe von William Stevenson in den USA mit einer Startauflage von 330.000 Exemplaren, bei dem Uri Dan teilweise als Mitautor genannt wird. Bis Ende des Jahres erschienen insgesamt sieben Bücher, die teilweise auch in verschiedene andere Sprachen übersetzt wurden. So wurde Stevensons Werk noch im Sommer 1976 in deutschsprachiger Übersetzung vom Ullstein-Verlag herausgegeben. Mit Unternehmen Entebbe kam ebenfalls noch 1976 der erste Spielfilm weltweit in die Kinos. Im nächsten Jahr folgte mit … die keine Gnade kennen (Originaltitel: Raid on Entebbe) eine weitere Hollywood-Produktion. Ebenfalls 1977 erschien die israelische Produktion Operation Thunderbolt (Originaltitel: Mivtsa Jonatan) von Menahem Golan. Hierbei spielten die Akteure Shimon Peres, Jigal Allon und Jitzchak Rabin sich selbst als Darsteller, was den Anspruch an den dokumentarischen Charakter unterstrich.
Parallel war es nach dem Sechstagekrieg 1967 und dem Jom-Kippur-Krieg 1973 aufgrund der Bedrohungslage Israels zu einer stärkeren Einbeziehung des Holocaust in den Gründungsmythos des Staates Israel wie in die internationale Medienwelt gekommen. Diese führte zu einer stärkeren Thematisierung der Judenvernichtung in internationalen Medien und Filmproduktionen und wurde ebenso bei den filmischen Wiedergaben der Operation Entebbe thematisiert.
In allen Verfilmungen wurde Böse jeweils von einem deutschen Schauspieler mit entsprechendem Akzent dargestellt, die Selektion der jüdischen (nicht der israelischen) Geiseln, darunter eine Holocaustüberlebende durch deutsche Terroristen als Schlüsselszene interpretiert.
In den 1970er Jahren wurden Flugreisen zunehmend breiteren Bevölkerungsschichten zugänglich, gleichzeitig stieg die Anzahl der Flugzeugentführungen. Während sie anfangs zumeist durch Geiselaustausch beendet wurden, zeichnete sich mit Entebbe eine Tendenz zur Intervention ab, deren Stattfinden wie Erfolg in der westlichen Welt zunehmend begrüßt wurde. In Westdeutschland geriet Entebbe gegenüber dem Geiseldrama der Landshut und dem Deutschen Herbst etwas in den Hintergrund. Eine deutsche filmische oder literarische Verarbeitung fand erst später statt. Thomas Ammann drehte 2010 eine ARTE-Dokumentation zum Thema sowie die WDR-Dokumentation Operation Donnerschlag – Israel gegen deutsche Terroristen, die am 10. Januar 2012 auf ARTE gezeigt wurde.

### Gedenken

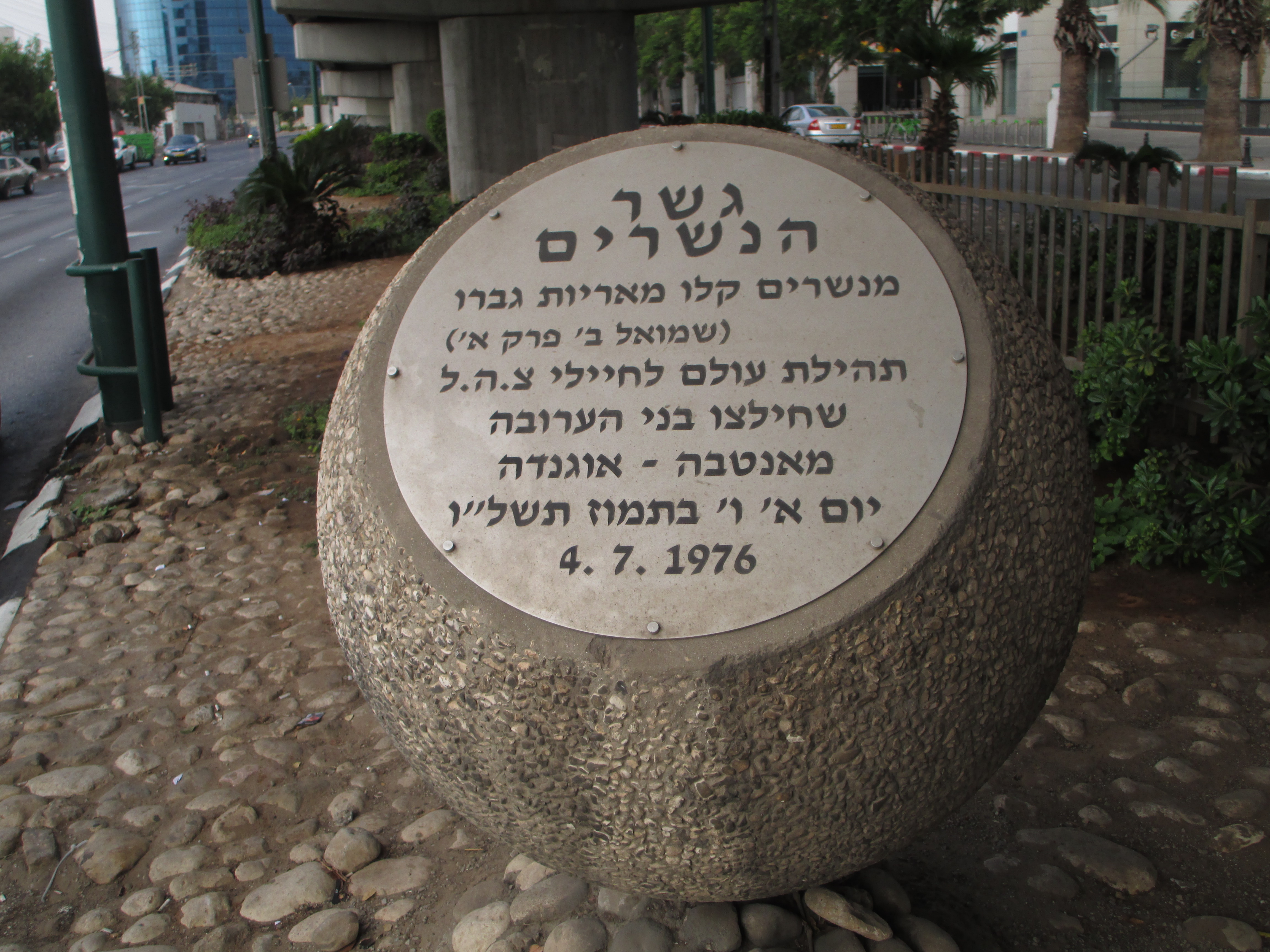
Gedenkstein zur Operation Entebbe in Tel Aviv

Am Flughafen Entebbe erinnert seit 2005 eine israelisch-ugandische Gedenktafel an der Außenwand des ehemaligen Terminalgebäudes an die Geschehnisse und den getöteten israelischen Leiter der Operation.
Die während der Operation als fliegende Kommandozentrale genutzte Boeing 707 (4X-JYD) ist im Museum der israelischen Luftwaffe ausgestellt.
Es gab auch Kritik zu medialem und offiziellem Umgang bezüglich der drei bei der Aktion ums Leben gekommenen Geiseln.

### Kontroverse um Rolle Yonatan Netanyahus
In Israel kam es ab 1986 zu langwierigen öffentlichen Auseinandersetzungen zwischen Moshe Betser und den Brüdern Iddo und Benjamin Netanjahu. Betser warf dem inzwischen als Helden verehrten Yonatan Netanjahu im Nachhinein vor, die beiden Wachsoldaten, die seiner Afrikaerfahrung nach die Kolonne nicht ernsthaft gestoppt, sondern schlicht in Erwartung eines Offiziellen durchgewinkt hätten, im Eingangsbereich unnötigerweise erschossen zu haben. Er habe damit seinen eigenen Tod verursacht wie den Überraschungseffekt der Aktion unnötigerweise riskiert. Netanyahu war nur teilweise bei den Vorbereitungen anwesend gewesen, Betser sah Netanjahu daher auf übertriebene Weise glorifiziert. Iddo Netanyahu verteidigte das Bild seines Bruders mit Buchveröffentlichungen, die der Darstellung Betsers, der historischen Kommission der israelischen Streitkräfte und anderer Historiker widersprachen.

### Auswirkungen in der linken Szene
Hans-Joachim Klein, der 1975 als Terrorist der Revolutionären Zellen (RZ) an der OPEC-Geiselnahme teilnahm, während der er an der Ermordung dreier Menschen beteiligt war, tauchte kurz darauf unter. Er distanzierte sich 1977 von den RZ und warnte vor geplanten RZ-Anschlägen gegen die prominenten jüdischen Vertreter Heinz Galinski und Ignaz Lipinski, Leiter der Jüdischen Gemeinde Frankfurt am Main.
Weitere Angehörige der Organisation begannen erst 1991 öffentlich Selbstkritik zu üben und im Rahmen des gewaltsamen Todes eines Mitglieds ihr Verhältnis zu den Palästinensern zu hinterfragen:

„Anstatt wahrzunehmen, was uns vorgehalten wurde, nämlich dass wir als Organisation an einer Operation teilhatten, in deren Verlauf israelische Staatsbürger und jüdische Passagiere anderer Nationalität ausgesondert und als Geisel genommen worden waren, beschäftigten wir uns vor allem mit dem militärischen Aspekt der Aktion und ihrer gewaltsamen Beendigung.“

Der ehemalige RAF-Terrorist Peter-Jürgen Boock äußerte als Erklärung, dass RZ wie RAF ohne Hilfe der Palästinenser „von Mitte der siebziger bis Anfang der achtziger Jahre nicht mehr oder nur sehr bedingt aktionsfähig gewesen“ wären.
Kein anderer von Deutschen verübter Terrorakt hat für solche Irritationen gesorgt wie die „Selektion von Entebbe“. Der Publizist Henryk M. Broder bezeichnete die Operation Entebbe später als sein „privates Erweckungserlebnis,“ das zu seinem Bruch mit der radikalen Linken geführt habe. Auch Joschka Fischer bezeichnete die „Selektion“ von Entebbe als entscheidenden Faktor seiner Abkehr von Gewalt und Militanz. Diese erste Selektion von Juden und Nichtjuden seit dem Zweiten Weltkrieg erinnerte weltweit an Auschwitz, ein Aufschrei innerhalb der radikalen Linken blieb aber aus.
Deutsche Linke blieben bis in die Gegenwart teilweise antizionistisch und antisemitisch eingestellt. 2004 wurde dies einschließlich der unterschiedlichen Reaktionen zu Entebbe bei einer Konferenz zum „Antisemitismus der Linken“ in der Hans-Böckler-Stiftung thematisiert.

## Audiovisuelle Adaptionen

### Spielfilme
- 1976: Unternehmen Entebbe (Victory At Entebbe), mit Richard Dreyfuss, Anthony Hopkins, Burt Lancaster, Elizabeth Taylor. Regisseur: Marvin J. Chomsky. Auf ein Aachener Kino, das diesen Film zeigte, verübten die Revolutionären Zellen im Januar 1977 einen Brandanschlag.
- 1977: ...die keine Gnade kennen (Raid On Entebbe), mit Peter Finch, Horst Buchholz, Charles Bronson, Yaphet Kotto. Regisseur: Irvin Kershner
- 1977: Operation Thunderbolt (Mivtsa Yonatan), mit Yehoram Gaon, Sybil Danning, Klaus Kinski. Regisseur: Menahem Golan
- 2018: 7 Tage in Entebbe (7 Days in Entebbe), mit Rosamund Pike, Daniel Brühl, Eddie Marsan. Regisseur: José Padilha
- Auch der Film Der letzte König von Schottland (2006) mit Forest Whitaker behandelt in einigen Abschnitten das Unternehmen Entebbe, in dessen Rahmenhandlung die (frei erfundene) Geschichte der Hauptfigur eingewoben wurde.

### Dokumentationen
- Eyal Sher: Operation Thunderbolt: Entebbe (2000), TV-Doku (52 Min.)
- Michael Greenspan: Against All Odds: Israel Survives – Rescue at Entebbe (2005), (26 Min.)
- Nissim Mossek: Im Fadenkreuz des Mossad. Goldas Rache, Unternehmen Entebbe, Operation Sphinx (2006), (142 Min.) (auf YouTube)
- Jim Nally: Situation Critical: Assault on Entebbe (2007), TV-Doku (48 Min.), National Geographic Channel
- Paul Taylor, Steve Condie: Age of Terror. Part 1: Terror International (deutscher Titel: Zeitalter des Terrors. Teil 1: Operation Entebbe)[76] (2008), TV-Doku (59 Min.), BBC
- Thomas Ammann: Von Auschwitz nach Entebbe: Israels Kampf gegen den Terror. (2009), TV-Doku (50 Min.), ZDF/Arte. Leicht gekürzte Fassung: Operation Donnerschlag: Israels Kampf gegen den Terror (43 Min.).[77]
- Eyal Boers: Live or Die in Entebbe (2012), Kino-Doku (52 Min.), mit thematischem Schwerpunkt auf die drei bei der Befreiungsaktion erschossenen israelischen Geiseln (Trailer, Interview mit dem Regisseur)
- Andrew Wainrib: Cohen on the Bridge: Rescue at Entebbe (2012), Animationsfilm (20 Min.)
- James Hyslop: Assault and Rescue: Operation Thunderball – The Entebbe Raid (2012), TV-Doku (43 Min.), Discovery Channel Canada
- Talya Tibbon: Black Ops: Operation Entebbe (2012), TV-Doku (45 Min.), The Military Channel (auf YouTube)
- Michaela Kolster und Martin Priess: Entebbe: Das unheilige Band des Terrors. (2018), TV-Doku (29 Min.), Phoenix (online abrufbar)

### Videospiel
Die japanische Computerspiele-Firma Taito brachte 1988 mit Operation Thunderbolt ein von der Operation Entebbe inspiriertes Shoot ’em up auf den Markt. Es wurde ursprünglich an Arcade-Automaten gespielt und in späteren Jahren für unterschiedliche Computerspiel-Formate vertrieben.